# Simen Auseth
Simon „Simen” Auseth (ur. 8 kwietnia 1963 w Oslo) – norweski bokser, uczestnik Letnich Igrzysk Olimpijskich 1984.
Podczas igrzysk w Los Angeles, startował w wadze lekkośredniej. W pierwszej rundzie miał wolny los. W drugiej został pokonany 1–4 przez Vicky’ego Byarugabę z Ugandy.